# Święciny
Święciny (pronunciación en polaco: /ɕfjɛɲˈt͡ɕinɨ/; en alemán: Neuwedel) es un pueblo en el distrito administrativo de Gmina Murów, dentro del Distrito de Opole, Voivodato de Opole, en el sudoeste de Polonia. Se encuentra aproximadamente 30 kilómetros al norte de la capital regional, Opole.
El pueblo tiene una población de 80 habitantes.